# Centralni bantu jezici zone F
Centralni bantu jezici zone F (privatni kod: cnbf) skupina od (16) centralnih bantu jezika iz Tanzanije, i jednim predstavnikom iz Zambije, to su:
a. Nyilamba-Langi (F.30) (4): langi, mbugwe, nilamba, nyaturu;
b. Sukuma-Nyamwezi (F.20) (6): bungu, kimbu, konongo, nyamwezi, sukuma, sumbwa;
c. Tongwe (F.10) (6): bende, fipa, mambwe-lungu, pimbwe, rungwa, tongwe

## Vanjske poveznice
- Ethnologue (14th)
- Ethnologue (15th)